# Micromerys yidin
Micromerys yidin là một loài nhện trong họ Pholcidae. Loài này được phát hiện ở Queensland.